# Bonlieu-sur-Roubion
Bonlieu-sur-Roubion (okzitanisch: gleichlautend) ist ein Ort und eine französische Gemeinde mit 456 Einwohnern (Stand 1. Januar 2022) im Département Drôme in der südfranzösischen Region Auvergne-Rhône-Alpes.

## Lage
Der Ort Bonlieu-sur-Roubion liegt am Fluss Roubion im Westen des Départements Drôme, nahe der Grenze zum Département Ardèche in einer Höhe von ca. 150 m; die nächstgrößere Stadt, Montélimar, befindet sich ca. 12 Kilometer (Fahrtstrecke) südwestlich.

## Bevölkerungsentwicklung
| Jahr                       | 1800 | 1851 | 1901 | 1954 | 1999 | 2013 |
| -------------------------- | ---- | ---- | ---- | ---- | ---- | ---- |
| Einwohner                  | 149  | 249  | 280  | 180  | 378  | 410  |
| Quellen: Cassini und INSEE |      |      |      |      |      |      |

Der Bevölkerungsanstieg der letzten Jahre ist im Wesentlichen auf die Nähe zur Stadt Montélimar und die auf dem Land deutlich niedrigeren Immobilienpreise zurückzuführen.

## Wirtschaft
Die Einwohner des um die mittelalterliche Abtei Bonlieu herum entstandenen Ortes lebten jahrhundertelang als Selbstversorger von der Landwirtschaft (Feldbau und Viehzucht); die Abtei benötigte darüber hinaus Handwerker aller Art. Auch Wein wurde angebaut; der Ort besitzt auch heute noch das Recht zur Vermarktung seiner Weintrauben über die Appellationen Comtés Rhodaniens, Mediterranée und Drôme; ob allerdings überhaupt noch Wein produziert wird, ist unklar. Die im Prämonstratenser-Priorat lebenden Mönche vermieteten Zimmer an Besucher.

## Geschichte

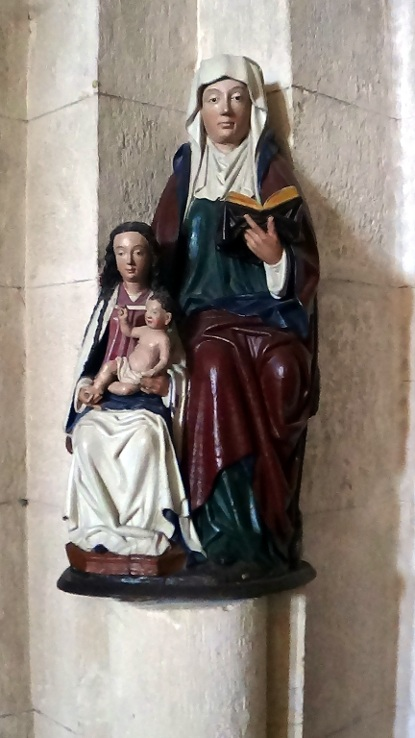
Anna selbdritt

Im Jahr 1171 gründete die Gräfin Véronique de Marsanne die Zisterzienserinnen-Abtei Sainte-Anne, die im ausgehenden Mittelalter eine Blütezeit erlebte. Um 1400 wurde sie zerstört, die Nonnen verließen das Kloster und wurden durch Mönche aus Kloster Valcroissant ersetzt, bis zur Schließung durch die Französische Revolution im Jahre 1791. Im Jahr 1871 erwarben Prämonstratenserinnen die verbliebenen Bauten und erneuerten das religiöse Leben in den alten Klostermauern. 1994 wurden sie durch Prämonstratenser ersetzt, die das Kloster 2014 verließen.

## Sehenswürdigkeiten
- Von der romanischen Klosterkirche sind nur noch der dreiapsidiale Chorbereich und das Querschiff weitgehend original erhalten; der Rest wurde in verschiedenen Bauphasen – zuletzt im 19. Jahrhundert – neugestaltet. Die Kirche beherbergt eine polychrom gefasste spätgotische Anna-selbdritt-Statue. Die mittelalterlichen Teile der Abtei, darunter auch der Kapitelsaal, wurden im Jahr 1999 als Monument historique eingestuft.[2]
- Auf dem Gemeindegebiet wurden die Reste einer mittelalterlichen Wehranlage (motte castrale) entdeckt.